# 博铺街道
博铺街道，是中华人民共和国广东省湛江市吴川市下辖的一个乡镇级行政单位。

## 行政区划
博铺街道下辖以下地区：
香山社区、东江社区、沿江社区、东岳社区、水清社区和新江社区。